# اسلیفورد
latitudeاسلیفوردlongitudeاسلیفورد
اسلیفورد (به انگلیسی: Sleaford) یک شهرک در ناحیه میدلند شرقی انگلستان است.
این شهرک که در شهرستان لینکلن‌شر قرار دارد در سال ۲۰۱۱ میلادی ۱۷٬۳۵۹ نفر جمعیت داشته‌است.

## شهرهای خواهرخوانده
- مارکیوت-لز-لیل، فرانسه (پس از ۱۹۹۹)[۲]
- فردرسدورف-ووگلسدورف، آلمان (پس از ۲۰۰۹)[۲]

## نگارخانه

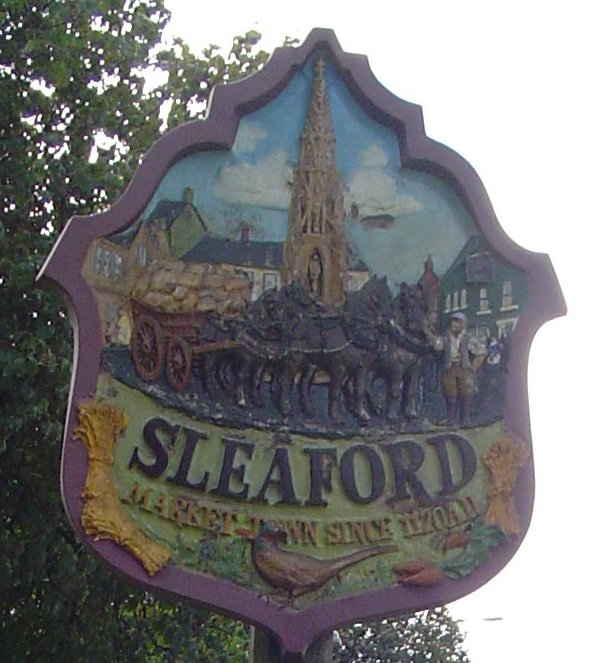
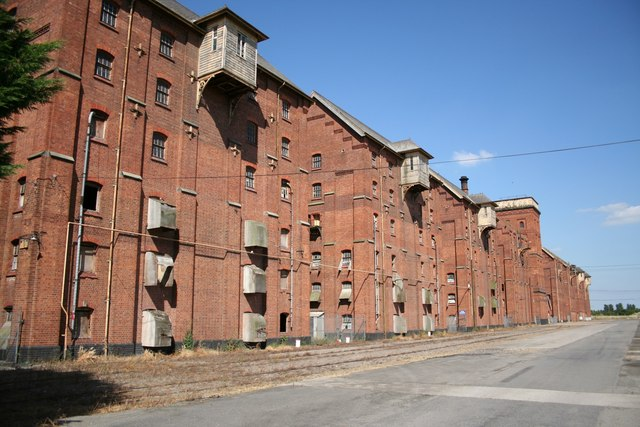
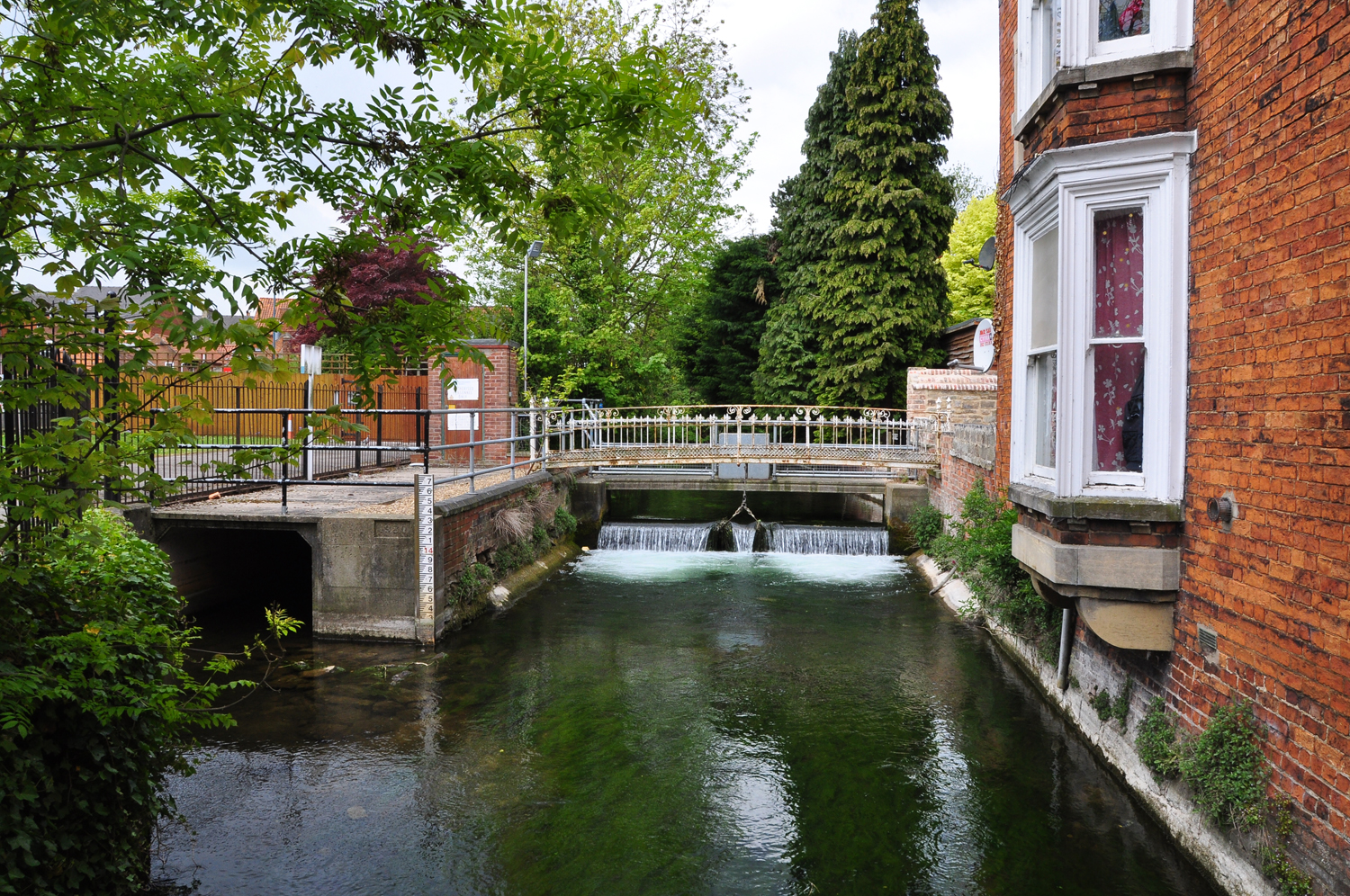
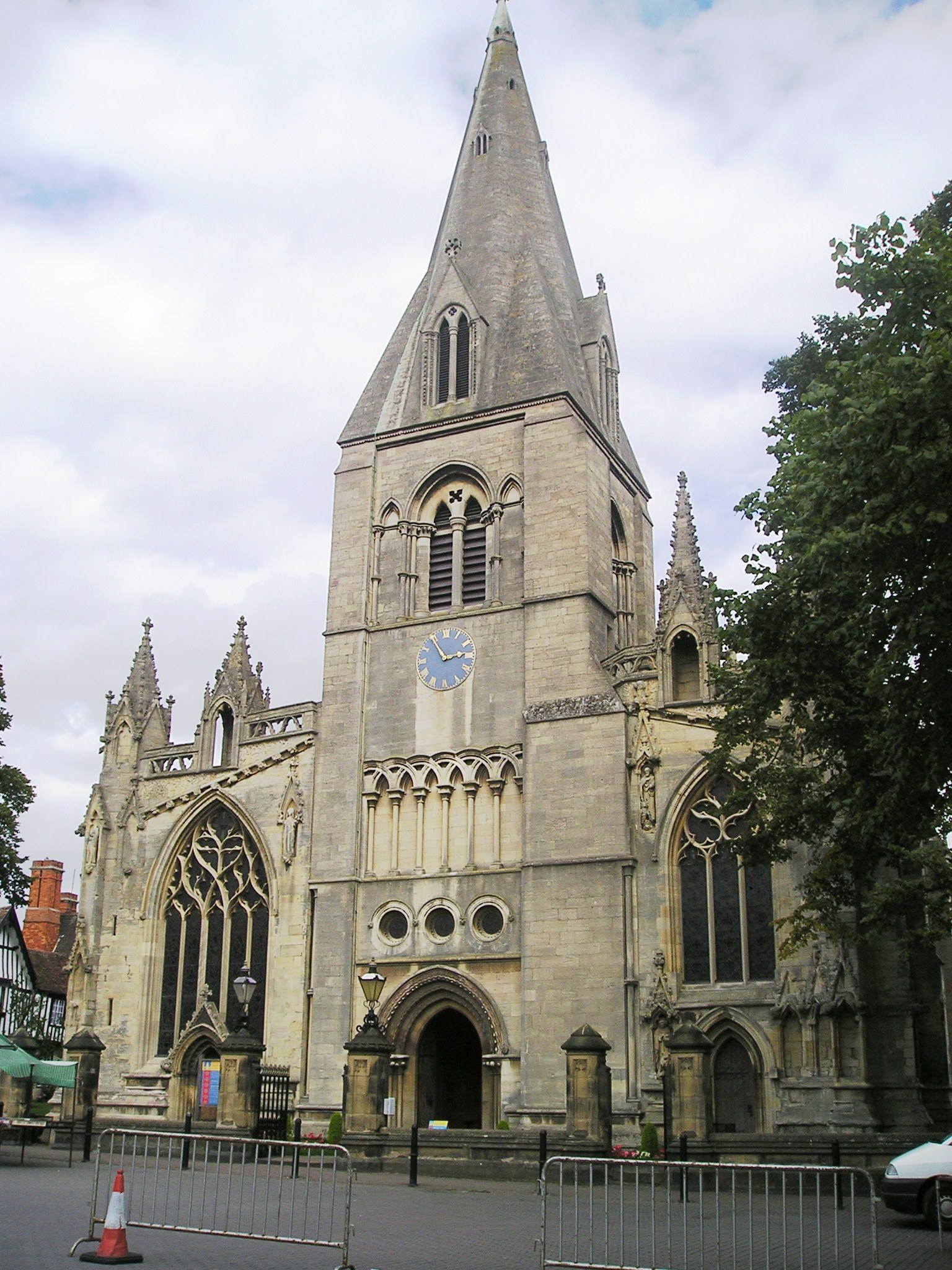
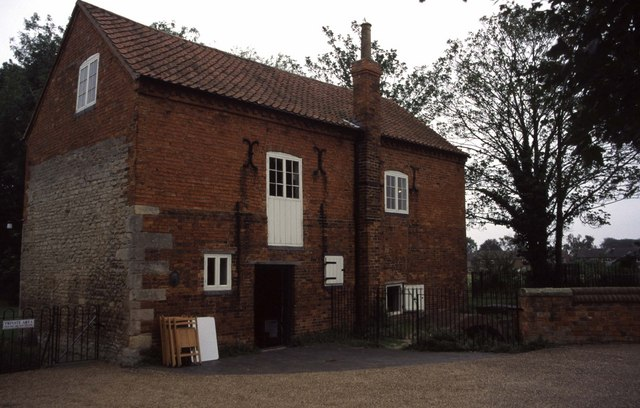
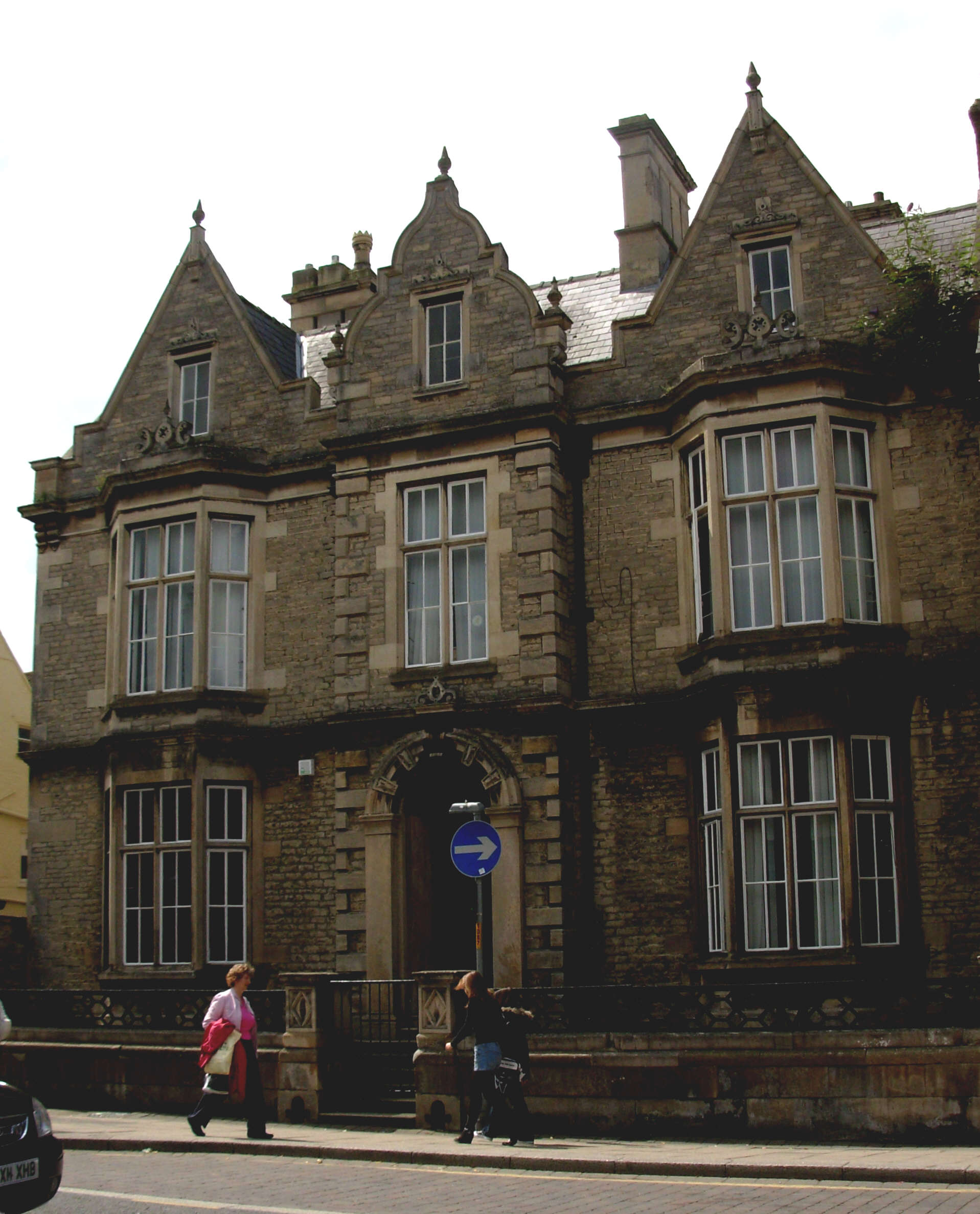